# Tubarão
Tubarão es un municipio brasileño del estado de Santa Catarina. Tiene una población estimada al 2021 de 107 143 habitantes.

## Etimología
Recibe su nombre del Río Tubarão, que es una variación del tupí-guaraní Tubá-nharô, nombre de un cacique que significa "padre feroz". A pesar de que "Tubarão" signifique "tiburón" en portugués, el nombre del municipio no tiene relación con el pez.

## Historia
Con la apertura del camino entre Lages y Tubarão, alrededor de 1773, comenzó el poblamiento de la ciudad. El río Tubarão formaba parte de la ruta Lages/Laguna, con parada en los puertos de "Poço Fundo" y "Poço Grande", ambos en la región de lo que hoy es Tubarão. En agosto de 1774, se crearon las primeras sesmarías, considerando esta fecha como la fundación de la ciudad.
Ya en 1833 se creó como distrito Poço Grande do Rio Tubarão. El 27 de mayo de 1870 se emancipó como región de Tubarão, emancipándose de Laguna. La migración europea de finales del siglo XIX, el ferrocarril y la misma creación de la región fueron responsables del desarrollo económico de la ciudad.

### Inundación de 1974
La ciudad fue golpeada por una gran inundación en 1974. Causó la muerte de 199 personas, y desplazó entre 60 y 70 mil habitantes de la ciudad.

## Deporte
El club de fútbol más antiguo de la ciudad es el Hercílio Luz Futebol Clube, fundado en diciembre de 1918 ganó dos Campeonato Catarinense. Otro club de la ciudad es el Tubarão Futebol Clube, que es el precursor del Esporte Clube Ferroviário.